# Avión presidencial de Bolivia
El avión presidencial boliviano es la principal aeronave que transporta al primer mandatario de Bolivia. 

## Historia

### Avión presidencial"Junkers 52"(1932-1945)

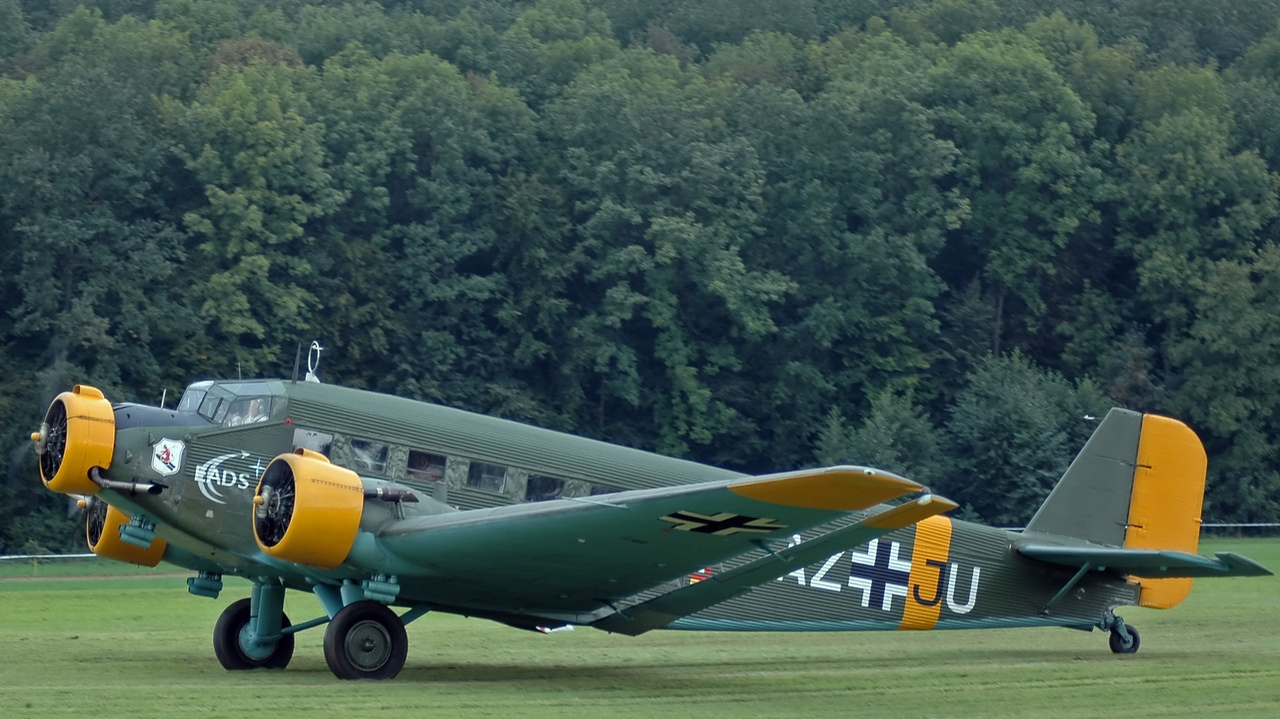
El primer avión presidencial de Bolivia fue un Junkers Ju-52 de fabricación alemana adquirido en 1932 y el cual estuvo volando hasta 1945.

A partir de principios de la década de 1930, los presidentes de Bolivia comenzaría ya a utilizar un avión de transporte específicamente para uso presidencial. Entre 1932 y 1937, Bolivia compró cinco aviones Junkers 52 de fabricación alemana de los cuales una de estas aeronaves serviría como transporte del presidente boliviano. 
Los mandatarios que usaron estas famosas naves que fueron fabricadas en la Alemania Nazi de la preguerra eran los siguientes: Daniel Salamanca Urey (1931-1934), José Luis Tejada Sorzano (1934-1936), David Toro Ruilova (1936-1937), Germán Busch Becerra (1937-1939), Carlos Quintanilla Quiroga (1939-1940), Enrique Peñaranda Castillo (1940-1943) y Gualberto Villarroel López (1943-1946).

### Avión presidencial"Douglas C-47"(1945-1972)

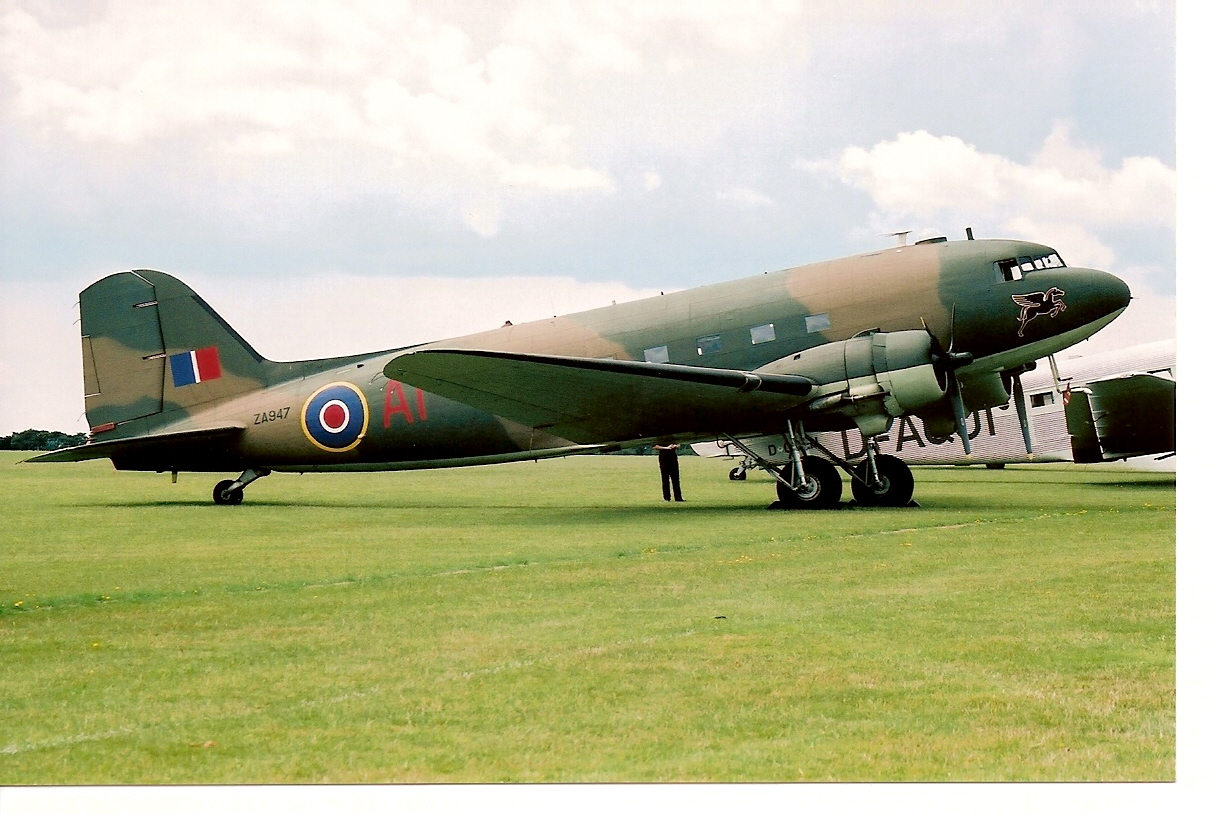
Fotografía del avión Douglas C-47 adquirido por Bolivia en 1945 al final de la Segunda Guerra Mundial y utilizado como avión presidencial por 27 años continuos hasta 1972.

Ya a mediados de la década de 1940, Bolivia logró adquirir de Estados Unidos unos 23 aviones de transporte Douglas C-47 para el Transporte Aéreo Militar (TAM) entre el año 1945 y 1946. Una de estas aeronaves (con matrícula TAM-01) sería la destinada a transportar al primer mandatario.
Los presidentes bolivianos que utilizaron este avión presidencial fueron Gualberto Villarroel López (1943-1946), Néstor Guillén Olmos (1946), Tomás Monje Gutiérrez (1946-1947), Enrique Hertzog Garaizabal (1947-1949), Mamerto Urriolagoitia Harriague (1949-1951), Hugo Ballivián Rojas (1951-1952), Víctor Paz Estenssoro (1952-1960), Hernán Siles Suazo (1956-1960), Víctor Paz Estenssoro (1960-1964), Rene Barrientos Ortuño (1964-1969), Luis Adolfo Siles Salinas (1969), Alfredo Ovando Candia (1969-1970), Juan José Torres Gonzales (1970-1971) y Hugo Banzer Suárez (1971-1978). Después de 27 años de servicio continuos de uso, el TAM-01 se estrelló el 14 de abril de 1972 en las cercanías de la ciudad de La Paz.

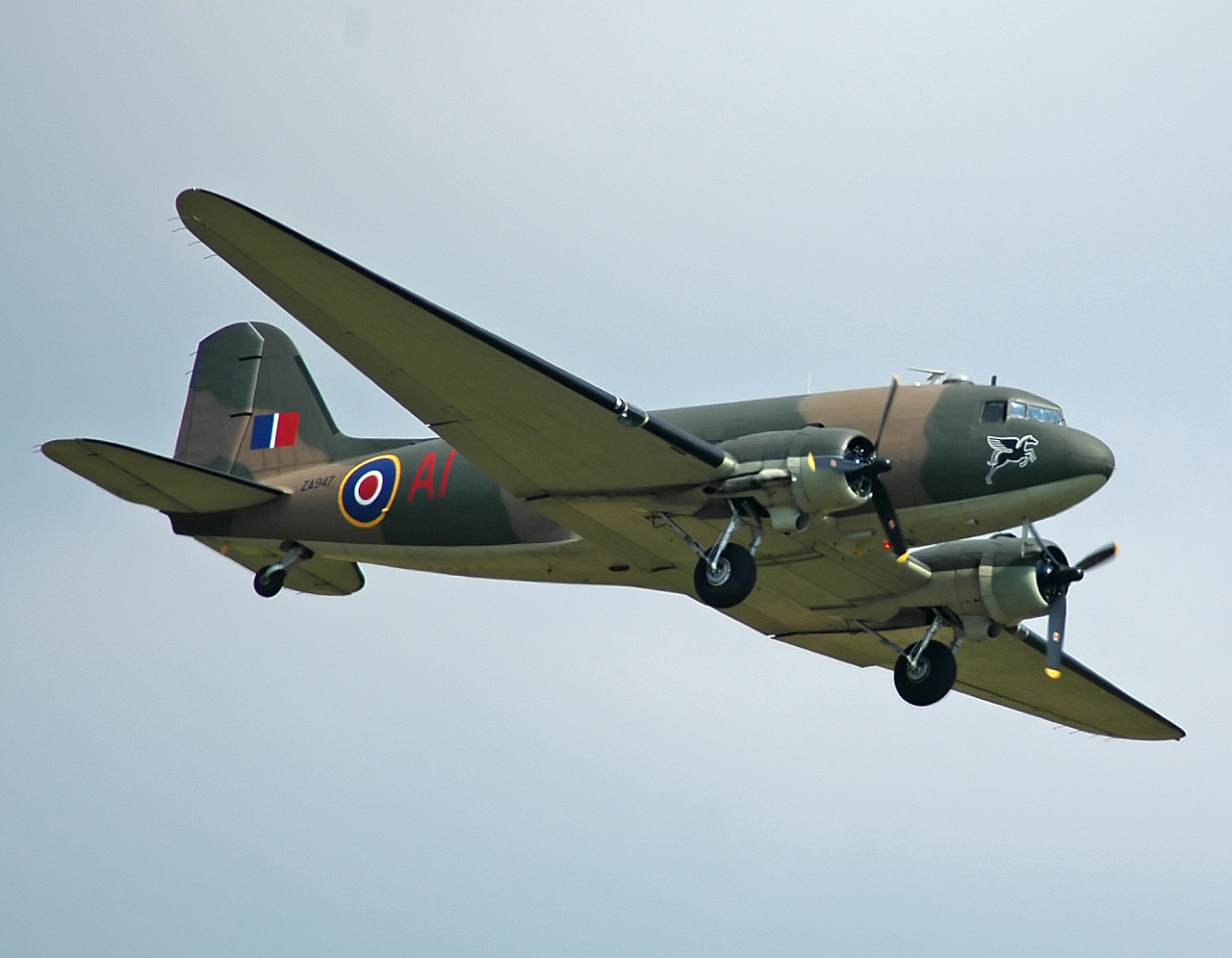
Después de 27 años de servicio en la FAB, el avión presidencial Douglas C-47 (TAM-01) se accidentó el 14 de abril de 1972.

#### Implementación de la Matrícula"FAB-001"(1960)
Cabe mencionar que en octubre de 1960, Bolivia adquirió una pequeña nave Cessna 180C "Skywagon" destinada para el transporte ejecutivo de persona al cual la fuerza aérea le puso por primera vez la matrícula de FAB-001 con la que estaría hasta 1968. Esta pequeña avioneta estuvo funcionando hasta en 1973 cuando finalmente fue retirada del servicio aéreo después de 13 años.
Así mismo, en diciembre de 1968 se compró de Estados Unidos una aeronave Beechcraft 90 "King Air" al cual se lo puso el nombre de FAB-001 en reemplazo de la avioneta Cessna 180.

### Avión presidencial"Beechcraft 90"(1972-1974)

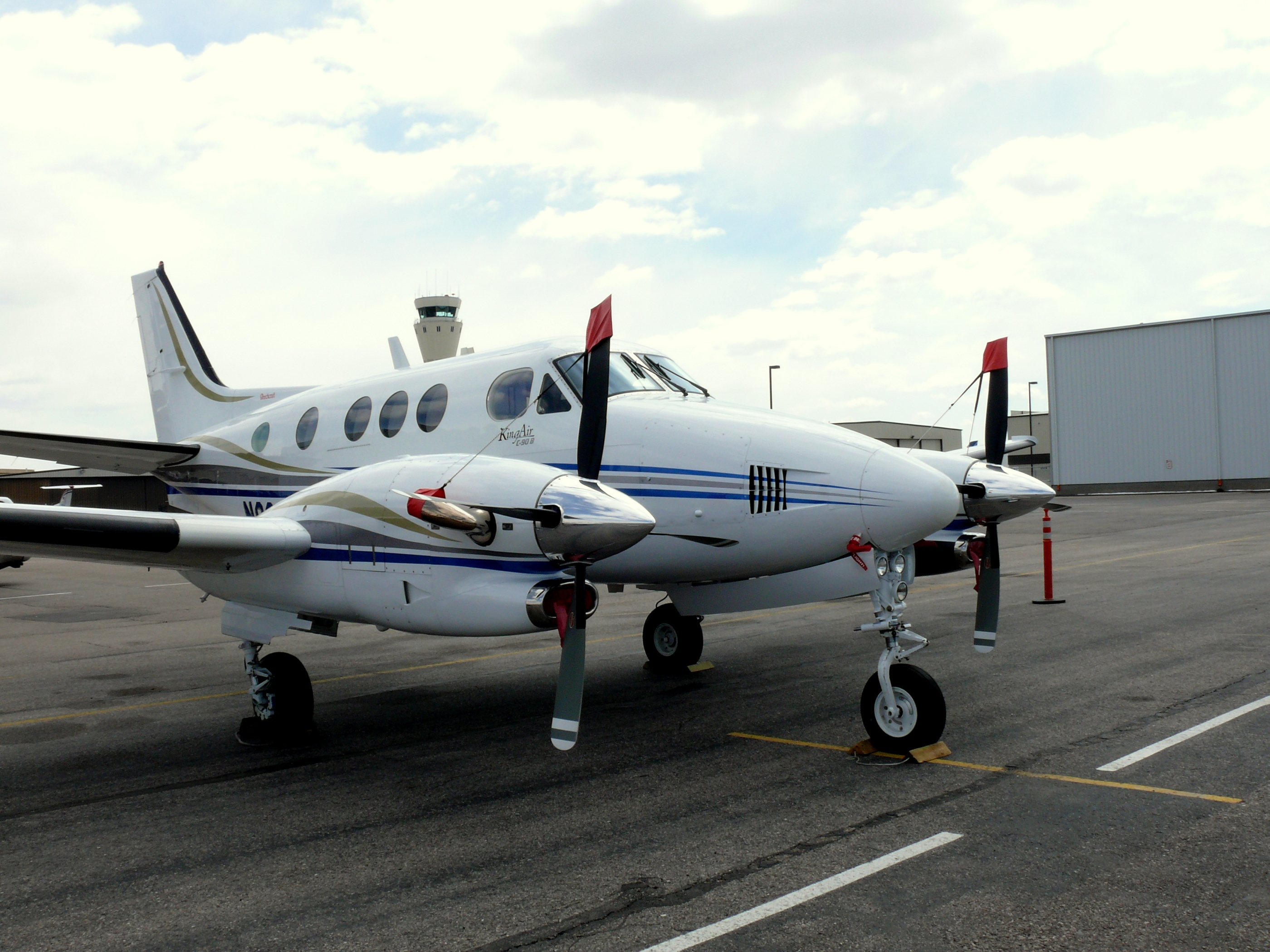
Fotografía del avión Beechcraft 90 "King Air" adquirido por Bolivia en 1968 y el cual se desempeñó como avión presidencial boliviano desde 1972 hasta 1974. Se estrelló el 26 de abril de 1979.

Después del accidente aéreo del avión Douglas C-47 (con matrícula TAM-01) ocurrido en 1972, el pequeño avión Beechcraft 90 (FAB-001) pasó a ocupar su puesto como avión presidencial por un par de años hasta 1974 cuando la fuerza aérea decidió cambiarle el número de matrícula poniéndole FAB-006.
A partir de 1974, el "Beech 90" dejó der ser de uso presidencial y fue destinada al "Servicio Nacional de Aerofotogrametría" (SNA) cuando tiempo después se estrelló el 26 de abril de 1979 en las cercanías de la ciudad de La Paz.

### Avión presidencial"Beechcraft 200"(1974-1976)

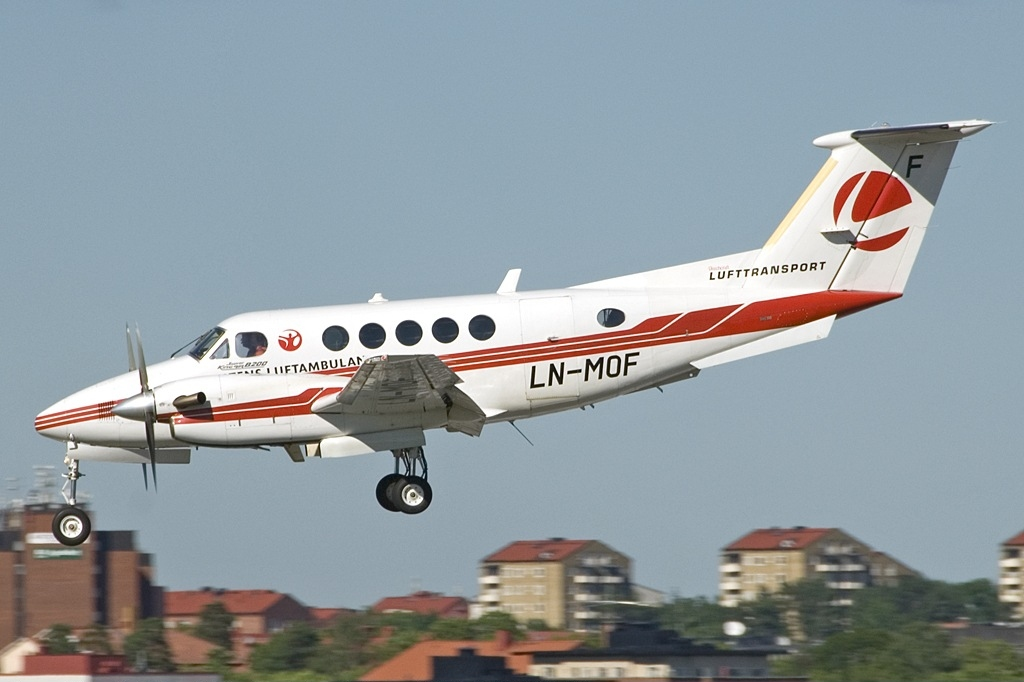
Fotografía del avión Beechcraft 200 "Super King Air" adquirido por Bolivia en 1974 y utilizado como avión presidencial por un par de años hasta 1976. Posteriormente pasó a ser el avión vicepresidencial FAB-002 durante 36 años desde 1976 hasta 2012 y actualmente todavía continua volando pero ya con la matrícula FAB-011.

En diciembre de 1974 ingresó al servicio aéreo un nuevo avión denominado Beechcraft 200 "Super King Air" de fabricación estadounidense que Bolivia había comprado ese mismo año y se le puso la matrícula de FAB-001. Esta nave se convirtió en el nuevo avión presidencial del país en reemplazo del Beechcraft 90, ya que a diferencia de este último, el "Beech 200" tenía capacidad para llevar más pasajeros.
Pero el "Beech 200" solo estaría por poco tiempo pues el presidente Hugo Banzer Suárez decidió en 1975 adquirir un nuevo avión pero con mucha más capacidad de vuelo y para ello decidió adquirir el Sabreliner 60.